# ボルトエンジニア
ボルトエンジニア株式会社（英: Bolt Engineer Co.）は、兵庫県神戸市に本社を置く大型ボルト締結工具のエンジニアリングメーカー。ボルトテンショナー、油圧ナット、高圧油圧ポンプ等の設計、製造、販売をしている企業である。

## 沿革
- 1994年（平成6年）6月 - 株式会社日本オーザット設立。
- 2008年（平成20年） - 日本オーザットとSCHAAF シャーフ日本支社を統合して現社名のボルトエンジニア株式会社に社名変更。

## 所在地
- 本社：兵庫県神戸市西区岩岡町古郷255-6.2F

## 事業内容
- 大型ボルト締結用の軸力管理工具の製造、販売。

（ボルトテンショナー、油圧ナット 、テンションナット、油圧リーマボルト、高圧油圧ポンプ、インパクトソケット等）

## 主な製品
- ボルトテンショナー（M18～M300用）
- 油圧ナット（M18～M1,000用）
  - 六角棒レンチ型、ロック機能型、油圧封入型、グリスポンプ型
- テンションナット（緩まないナット）
- 油圧ワッシャ（M18～M1,000用）
- 油圧リーマボルト
- 超音波ボルト軸力計
- 高圧油圧ポンプ - 手動型・電動型・エアー型（100～400MPa仕様）
- 高圧油圧ホース・高圧継手（100～400MPa仕様）
- 超音波ボルト軸力計
- シャーフ（SCHAAF）製品の修理・メンテナンス・校正点検
- インパクトソケット
  - ロングソケット
  - ヘキサゴンソケット
  - ソケット差込変換アダプター

## グループ会社
- 日本プララド